# خاویر والدیویا
خاویر والدیویا (اسپانیایی: Javier Valdivia‎؛ زادهٔ ۴ دسامبر ۱۹۴۱) بازیکن فوتبال اهل مکزیک بود.
از باشگاه‌هایی که در آن بازی کرده‌است می‌توان به باشگاه فوتبال گوادالاخارا اشاره کرد.
وی همچنین در تیم ملی فوتبال مکزیک بازی کرده‌است.